# Astragalus borissianus
Astragalus borissianus är en ärtväxtart som beskrevs av Nikolai Fedorovich Gontscharow. Astragalus borissianus ingår i släktet vedlar, och familjen ärtväxter. Inga underarter finns listade i Catalogue of Life.